# Mokrice Miholečke
Mokrice Miholečke su naselje u Hrvatskoj u sastavu općine Svetog Petra Orehovca. Nalaze se u Koprivničko-križevačkoj županiji. 

## Zemljopis
Sjeverno je Fodrovec Riječki, sjeveroistočno je Brezje Miholečko, istočno je Kusijevec, jugoistočno su Gornji Fodrovec i Donji Fodrovec.

## Šport
- NK Hrvatski Bojovnik

## Stanovništvo
| broj stanovnika | 145   | 178   | 230   | 269   | 312   | 370   | 364   | 366   | 316   | 314   | 300   | 282   | 246   | 189   | 151   | 154   | 139   |
|                 | 1857. | 1869. | 1880. | 1890. | 1900. | 1910. | 1921. | 1931. | 1948. | 1953. | 1961. | 1971. | 1981. | 1991. | 2001. | 2011. | 2021. |